# Bracon tachypteri
Bracon tachypteri är en stekelart som först beskrevs av Muesebeck 1925.  Bracon tachypteri ingår i släktet Bracon och familjen bracksteklar. Inga underarter finns listade.